# Брикулець Віктор Михайлович
Брикулець Віктор Михайлович (23 листопада 1924 — 12 березня 2022) — український художник.

## Біографія
Народився 23 листопада 1924 р. у с. Марківці Хмельницької області. Влітку 1942 р. був вивезений на роботи в Німеччину, повернувся в Україну в 1945 р. З 1946 по 1951 рр. навчався у Харківському художньому училищі, закінчив з відзнакою. З 1951 по 1967 працював у Харкові в художньо-виробничих майстернях. З 1968 р. і до смерті жив у Миргороді. Написав іконостаси для церкви Дмитра Солунського в Ромодані (1990—1991 рр.) та для Свято-Миколаївської церкви у Жовтневому (Решитилівський р-н Полтавської обл. 1993—1994 рр.). За життя написав близько 6 тис. робіт. Помер 12 березня 2022 р.

## Нагороди
- Заслужений художник України (2007)
- орден «За заслуги» (ІІ та ІІІ ступінь)

## Основні твори
- портрет Тараса Шевченка (1961)
- портрет Миколи Гоголя (1988)
- портрет меценатки 17 ст. Галшки Гулевичівна (1997)
- портрет патріарха Мстислава (1998)
- портрет Івана Мазепи (2001)